# Lincoln red
La lincoln red, rouge de Lincoln en français, est une race bovine britannique.

## Origine
La lincoln red est issue du Lincolnshire ; elle y fut d'ailleurs nommé à ses débuts . Elle appartient au rameau bovin sans cornes. Elle aurait donc probablement des ancêtres arrivés de Scandinavie avec les Vikings.
La première mention formelle de son existence remonte à la fin du XVIIe siècle : une certaine Gervaise Markham mentionne, dans le Lincolshire, une vache aux petites cornes qui montre une grande valeur aux travaux. Au cours des XVIIIe et XIXe siècle, l'achat de taureaux shorthorn rouge permet d'améliorer la conformation. En 1799, cette race est décrite en termes dithyrambiques dans « the board of agriculture ».
À partir de 1826, le registre généalogique ou (herd-book) de la shorthorn distingue deux types, dont celui de lincolnshire red shorthorn. La séparation des races devient effective en 1896 avec l'ouverture du herd-book lincoln red.

## Morphologie
La lincoln red est une race de taille moyenne à ossature solide et à l'allure trapue. La vache pèse environ 600 kg et le taureau 950 kg.
La couleur rouge cerise est totalement uniforme, les nuances étant absentes ; seule une partie pâle au niveau des parties génitales est admise. La race est sans cornes, mais le standard autorise des embryons de cornes.

## Aptitudes

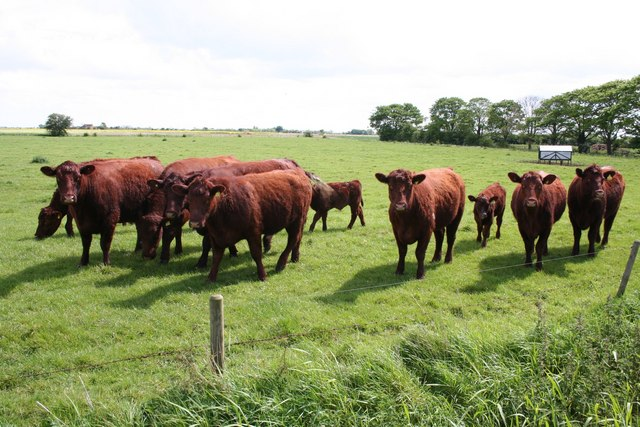
Troupeau au Royaume-Uni.

La lincoln red est une ancienne race mixte, mais elle a été reconvertie en race bouchère en dépit de la qualité de son lait.
Elle donne une bonne viande avec un rendement élevé par rapport à la quantité de fourrage consommé. Sa viande est goûteuse et elle bénéficie d'une reconnaissance locale dans le Lincolshire.
La vache vêle sans difficulté et est une bonne mère : elle s'occupe bien de son veau et son passé de vache mixte lui permet une lactation abondante pour le nourrir. Enfin, sa longévité permet de conserver les mères longtemps.